# Plaza Prešeren

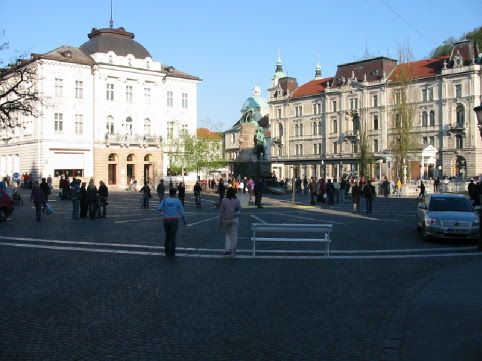
Vista de la plaza desde el fin de la calle Cop.

La Plaza Prešeren de Liubliana en Eslovenia (en esloveno Prešernov trg) representa el centro urbano de la capital, y en ella se encuentran localizados algunos de los elementos más característicos y emblemáticos de la ciudad.
Situada al pie del castillo, en el corazón histórico de la localidad, a ella se accede principalmente a través del denominado el Puente Triple. 
La plaza aparece presidida por la barroca Iglesia franciscana de la Anunciación, principal punto de atención, con su peculiar fachada de color rojizo. 
Junto a ella se levanta el monumento a France Prešeren, el poeta esloveno que da nombre a la plaza.
- Datos: Q1889515
- Multimedia: Prešeren Square / Q1889515